# Tatort: Borowski und das Glück der Anderen
Borowski und das Glück der Anderen ist ein Fernsehfilm aus der Krimireihe Tatort. Der vom NDR produzierte Beitrag ist die 1086. Tatort-Episode und wurde am 3. März 2019 im Ersten ausgestrahlt. Der Kieler Kommissar Klaus Borowski ermittelt in seinem 33. Fall.

## Handlung
Die Supermarktkassiererin Peggy Stresemann wohnt mit ihrem Ehemann in einem renovierungsbedürftigen Einfamilienhaus in einer gehobenen Wohnsiedlung am Stadtrand. Während sich Frau Stresemann durch die eigenen bescheidenen Lebensverhältnisse gegenüber der Nachbarschaft benachteiligt fühlt und unzufrieden mit ihrem Dasein ist, scheint ihr Mann unterdessen mit ihrem Leben zufrieden zu sein. Sie beobachtet eines Abends während der Ziehung der Lottozahlen ihre neuen, beruflich erfolgreichen Nachbarn Victoria und Thomas Dell in Feierlaune – diese haben anscheinend im Lotto gewonnen. Am nächsten Tag bricht Stresemann in das Haus der Nachbarn ein, um den vermeintlichen Lottoschein an sich zu nehmen. Thomas Dell kommt jedoch unerwartet früh nach Hause und erwischt Frau Stresemann in seinem Schlafzimmer. Er stellt sie zur Rede und wird daraufhin von ihr mit sieben Schüssen aus seiner eigenen Pistole, die sie in seinem Nachttisch gefunden hatte, niedergestreckt. Nachdem Stresemann geflüchtet ist, entdeckt Victoria Dell ihren sterbenden Mann und alarmiert den Rettungsdienst. Während Borowski die Ehefrau nur als Zeugin ansieht, hält Kollegin Mila Sahin sie für offensichtlich tatverdächtig. Unterdessen wird in den Tageszeitungen der Stadt Kiel verkündet, dass der Gewinner des Lotto-Jackpots von 14 Millionen Euro seinen Lottoschein noch nicht eingelöst hat, was Frau Stresemann zunächst nicht erfährt.
Bei Ermittlungen im Umfeld des Opfers deckt Borowski bei der Nachbarin und Mörderin Stresemann allmählich immer mehr Ungereimtheiten auf. Zudem verschafft sie sich ein zweites Mal Zugang zum Wohnhaus der Nachbarn, immer noch vergeblich auf der Suche nach dem Lottoschein. Die Ereignisse spitzen sich zu; Stresemanns Ehemann brennt mit deren Arbeitskollegin und Freundin durch. Frau Stresemann erfährt, dass die Dells nicht die vermeintlichen Lottogewinner sind, und zerstört in ihrer Wut das Inventar ihres eigenen Eigenheims. Währenddessen wird Herr Stresemann von Sahin observiert, die ihn zurück zum Tatort bringt. Dort kommt es zum Zusammentreffen aller Beteiligten. Frau Stresemann erkennt, dass sie sich in zu viele Widersprüche verstrickt hat und zudem dass ihr Mann sie betrogen und verlassen hat. Sie ist am Ende und überführt. In der Schlussszene zeigt sich, dass eine alte und arme Frau, die in den Mülltonnen der Nachbarschaft nach Flaschen suchte, ihren eigenen Lottoschein wiederfindet, der sie zur Jackpot-Gewinnerin macht.

## Hintergrund
Der Film wurde vom 5. April 2018 bis zum 5. Mai 2018 gedreht. 
Die Szenen in der Wohnstraße der Stresemanns und der Dells entstanden in Wentorf bei Hamburg. Die Eröffnungs- und die Schlussszene werden prominent begleitet vom Lied Breathe von Pink Floyd aus ihrem Album The Dark Side of the Moon.

## Rezeption

### Kritiken
„Spannertum, Hausfriedensbruch, Mord – in den Krimis von Arango bildet das eine Reihe. Das Tolle ist meist, dass der monströse Grenzübertritt vom Peeping Tom zur Home-Invasion so sanft, beschwingt und heiter erzählt wird, dass einem das amoralische Verhalten der Charaktere überhaupt nicht tadelnswert erscheint. Wir sehen die Welt durch ihre Augen, ihre kranke Logik wird temporär zu der unsrigen.“

### Einschaltquoten
Die Erstausstrahlung von Borowski und das Glück der Anderen am 3. März 2019 wurde in Deutschland von 7,72 Millionen Zuschauern gesehen und erreichte einen Marktanteil von 22,0 % für Das Erste.